# 간쑤인민방송
간쑤인민방송(감숙성광파전영전시총대/감숙인민광파전대, 甘肃省广播电影电视总台/甘肃人民广播电台)은 중화인민공화국 간쑤성의 성급 방송국이다. 라디오, TV 2가지 매체로 방송하고 있다.

## 방송 채널
- 뉴스종합방송(新闻综合广播)
- 도시(都市广播)
- 경제(经济广播)
- 교통(交通广播)
- 소아(少儿广播)